# SQL Buddy
SQL Buddy est une application Web de gestion pour les systèmes de gestion de base de données MySQL réalisée en PHP et distribuée sous licence Licence MIT. Il se veut léger et rapide d'installation.
Il est actuellement disponible dans 47 langues. N'est plus distribué avec WAMP, depuis Wampserver 3.0.4, ne fonctionnant plus avec les versions récentes de PHP et sans mise à jour depuis 2011. Eest remplacé par Adminer en alternative à phpMyAdmin.